# House Rules (мікстейп)
House Rules — другий мікстейп американського реп супергурту Slaughterhouse, ексклюзивно виданий для безкоштовного завантаження на DatPiff 21 травня 2014 р. для промоції майбутнього третього студійного альбому Glass House. Звукорежисер, зведення: Parks. Оформлення: Бретт Ліндзен.
Наразі реліз має золотий статус на DatPiff (за критеріями сайту), його безкоштовно завантажили понад 209 тис. разів.

## Список пісень
| #   | Назва                 | Продюсер(и)          | Тривалість |
| --- | --------------------- | -------------------- | ---------- |
| 1.  | «House Rules (Intro)» | 8 Bars               | 4:41       |
| 2.  | «SayDatThen»          | Nottz                | 6:36       |
| 3.  | «Illmind Interlude»   | Illmind              | 3:43       |
| 4.  | «Trade It All»        | Dark Knights, 8 Bars | 4:38       |
| 5.  | «Keep It 100»         | AraabMuzik           | 2:33       |
| 6.  | «Offshore»            | DJ Pain 1            | 9:36       |
| 7.  | «Struggle»            | Tabu                 | 2:54       |
| 8.  | «Life in the City»    | The Heatmakerz       | 3:00       |
| 9.  | «I Ain't Bullshittin» | AraabMuzik           | 3:52       |
| 10. | «I Don't Know»        | Harry Fraud          | 4:57       |